# Cotoneaster oliganthus
Cotoneaster oliganthus är en rosväxtart som beskrevs av Antonina Ivanovna Pojarkova. Cotoneaster oliganthus ingår i släktet oxbär, och familjen rosväxter. Inga underarter finns listade i Catalogue of Life.